# Ann Landers
Ann Landers, pseudônimo de Esther Pauline Friedman Lederer (Sioux City, 4 de julho de 1918 — Chicago, 22 de junho de 2002) foi uma escritora e jornalista dos Estados Unidos.